# تاريخ الولايات المتحدة (1789–1849)
أسس جورج واشنطن، أول رئيس أمريكي مُنتخب في عام 1789، حكومة وزارية تتكون من وزارة الخارجية، ووزارة الخزانة، ووزارة الحرب  إلى جانب مكتب المدعي العام (أُسست وزارة العدل عام 1870). تمركزت تلك الحكومة في نيويورك وفزعت إلى إعادة بناء الهيكل المالي للبلد. عُين ألكساندر هاميلتون وزيرًا للخزانة الأمريكية وشرع في تنفيذ برنامج الوزارة، وبناءً عليه تحملت الحكومة مسؤولية سداد ديون الحرب ضد الإنجليز المستحقة للولايات والحكومة القومية، وسددت مستحقاتهم عن طريق إصدار سندات فيدرالية جديدة. تمكنت الحكومة من جمع أموال البرنامج عن طريق الجمارك والضرائب الجديدة التي فرضتها: على سبيل المثال ضريبة الويسكي التي أدت إلى نشوب ثورة في الغرب، مما جعل واشنطن يحشد جيشًا لإخمادها. تبنت الولايات المتحدة وثيقة الحقوق على صورة 10 تعديلات على الدستور الأمريكي. ترتب على إصدار قانون السلطة القضائية عام 1789 إلى إنشاء الجهاز القضائي الفيدرالي بأكمله بما يتضمن المحكمة العليا. لعبت المحكمة العليا دورًا هامًا تحت قيادة رئيس القضاة جون مارشال (1801–1835) الذي كان مؤيدًا لمذهب القومية والاتحادية، وله الفضل في تأسيس محكمة عليا قوية وتوطيد أسس الحكومة الوطنية.
اتسم عقد 1790 بنزاعات حادة، إذ ظهر فيه نظام الحزب الأول في الولايات المتحدة في ظل النزاع القائم بين هاميلتون وحزبه الفيدرالي من جهة، وتوماس جيفرسون وحزبه الجمهوري من جهة أخرى. كان واشنطن وهاميلتون يخططان لبناء حكومة وطنية قوية تمتلك أسسًا مالية واسعة، وتدعم التجار والممولين في جميع أنحاء البلد. بينما عارض أنصار جيفرسون تأسيس البنك الوطني الجديد، والبحرية الأمريكية، وفرض الضرائب الفيدرالية. أظهر الفيدراليون دعمهم لبريطانيا التي كانت منهكة من سلسلة من الحروب مع فرنسا. وقد أدى انتصار جيفرسون عام 1800 إلى بداية عصر الديموقراطية الجيفرسونية، وحُكم على علية القوم من الفيدراليين بأداء أدوار هامشية.
أفضت صفقة لويزيانا التي تمت بين الحكومة الأمريكية ونابليون عام 1803 إلى حصول الولايات المتحدة على مساحات شاسعة من الأراضي الخصبة الغربية، وهو الأمر الذي لبى احتياجات المزارعين القرويين الذين كانت أعدادهم تتزايد بسرعة وكان جيفرسون نصيرًا لهم.
أعلن الأمريكيون الحرب على بريطانيا (حرب عام 1812) للحفاظ على سيادة الولايات على البحار، وإنهاء غارات الهنود (السكان الأصليين) على المناطق الغربية، والاستيلاء على المستعمرات الكندية بشكل مؤقت لاستغلالها في المفاوضات. قال وزير الخارجية جيمس مونرو في يونيو 1812: «قد نضطر إلى غزو كندا، لا لنحتفظ بها كنصيبنا من الحرب بل لكي نختتم الحرب بنتيجة مرضية». على الرغم من ضعف إدارة الحكومة الأمريكية وسلسلة من الهزائم المتتالية في البداية، عثر الأمريكيون على قادة حرب جدد مثل أندرو جاكسون وويليام هنري هاريسون وواينفيلد سكوت الذين تصدوا لغزوات البريطانيين وتمكنوا من كسر التحالف بين البريطانيين والهنود الذين احتلوا مستوطنات شمال الغرب القديمة. وحُطمت عزائم الفيدراليين فور سماعهم نبأ انتصار الاتحاد على البريطانيين، إذ أنهم أصروا على معارضة الحرب لدرجة أنهم تحالفوا مع العدو وهددوا بالانسحاب من الاتحاد. أما بقية الهنود الذين استوطنوا أراضي شرق الميسسيبي فقد مكث بعضهم في محميات الهنود وأُرغم البعض الآخر على الانتقال عبر مسلك الدموع للعيش في محميات الهنود الواقعة فيما عُرف لاحقًا بولاية أوكلاهوما.
سمح إعلان الحكم الديمقراطي في الولايات المتحدة لجميع الرجال البيض تقريبًا بإدلاء أصواتهم، مما سمح لحزب جاكسون الديمقراطي بالهيمنة على المناخ السياسي في أمريكا في ظل نظام الحزب الثاني. بينما أراد حزب اليمين (الذي يمثل الأغنياء من المزارعين والتجار والممولين والفنيين) للمجتمع أن يواكب العصر الحديث عن طريق فرض الجمارك وتنفيذ الإصلاحات الداخلية الممولة من الحكومة الفيدرالية؛ ولكن أنصار جاكسون وصدوا الأبواب في وجوههم عن طريق إغلاق البنك الوطني في عقد 1830. أراد أنصار جاكسون التوسع في الأراضي واحتلال المزيد من الأراضي لتوطين المزارعين والزراع (نتيجة لاعتقادهم بالقدر المتجلي، أي الاعتقاد القائل بأن أمة الولايات المتحدة سوف تتوسع من المحيط الأطلسي إلى المحيط الهادي). وبفضل احتلال تكساس وضمها إلى الولايات المتحدة وهزيمة المكسيك في الحرب وضعف بريطانيا تمكنت الولايات المتحدة من ضم ثلثها الغربي الأخير، وبذلك اكتملت الولايات المتحدة القارية بحلول 1848.
يرى هاو أن انتشار الديمقراطية في المناخ السياسي لم يكن سببًا رئيسيًا في التحول التي جرى في الولايات المتحدة بل بالأحرى كان النمو الهائل للتكنولوجيا وشبكة البنية التحتية والاتصالات – التليغراف، السكك الحديد، المكتب البريدي، وصناعة المطبوعات المتوسعة. وقد سمحت تلك العوامل بإشعال حركة الصحوة العظمى الثانية (حركة بروتستانية تهدف إلى إعادة إحياء الدين المسيحي)، وتوسعة برامج التعليم والإصلاح الاجتماعي. وقد أدت كذلك إلى تحديث سياسة الأحزاب وتسريع إنشاء الأعمال عن طريق تمكين الناس من نقل بضائعهم وأموالهم وأنفسهم عبر أنحاء البلد المتوسعة بطرق سريعة وفعالة. فقد حولت مجموعة متفككة من المجتمعات الدينية الزراعية إلى أمة قوية حضرية. أنطلقت التحديثات الاقتصادية بسرعة هائلة بفضل تجارة محاصيل القطن المربحة في الجنوب، وصناعات المنسوجات والآلات في شمال الشرق، وبنية النقل التحتية المتنامية.
على مدار الفترة 1791-1838 أُسست 13 ولاية جديدة.
تحرر الأمريكيون من الأنماط الأوروبية وطوروا ثقافتهم الخاصة، بالأخص فيما يتعلق بالأدب والتعليم. أعادت حركة الصحوة الكبرى الثانية إحياء الدين في جميع أنحاء البلد، وكونت طوائف مسيحية جديدة وأدت إلى زيادة عدد أعضاء الكنائس من بين المعمدانيين والميثوديين بصفة خاصة. بحلول عقد 1840 وصل عدد متزايد من المهاجرين الأوروبيين إلى أمريكا، وبخاصة البريطانيين والأيرلنديين والألمان. استوطن معظمهم المدن الحضرية التي بدأت في الظهور كعامل مهم في تطور الاقتصاد والمجتمع. حذر أنصار حزب اليمين من أن ضم تكساس إلى الولايات المتحدة سوف يؤدي إلى كارثة متعلقة بالعبودية، وقد ثبتت نبؤتهم بالفعل بعد نشوب الفوضى في عقد 1850 التي أدت إلى الحرب الأهلية.

## العصر الفيدرالي

### إدارة الرئيس واشنطن (1789-1797)
اُنتخب جورج واشنطن، بطل ذائع الصيت في الحرب الثورية الأمريكية، وقائد الجيش القاري، ورئيس الاجتماع الدستوري، ليكون أول رئيس للولايات المتحدة بالإجماع بموجب الدستور الأمريكي الجديد. جميع زعماء تلك الأمة الجديدة ملتزمون بالامتثال لمبدأ الجمهورية، وسكنت شكوك معارضي فيدرالية 1788 بعد إصدار وثيقة الحقوق في صورة عشرة تعديلات للدستور عام 1791.
أجرى وزير الخارجية توماس جيفرسون أول إحصاء سكاني، وقُدر عدد السكان آنذاك بنحو 3.9 مليون نسمة، وبذلك تكون كثافة السكان 4.5 نسمة لكل ميل مربع. وفي ذلك الوقت كان عدد المدن ذات أعداد تتجاوز 5,000 نسمة اثنى عشرة مدينة فقط، وكانت أغلبية سكانها مزارعين.
أصدر الكونغرس قانون الجهاز القضائي عام 1789 الذي أسس الجهاز القضائي بأكمله. خصص القانون ستة قضاة وثلاثة محاكم متنقلة و13 محكمة محلية للمحكمة العليا. وكذلك أسس القانون منصب المارشال الأمريكي ونائب المارشال ووكيل وزارة العدل لكل إقليم قضائي فيدرالي. عين قانون المساومة (عام 1790) موقع العاصمة الوطنية في ولاية ماريلاند الجنوبية (التي تُعرف حاليًا بمقاطعة كولومبيا أو واشنطن) ووكل ديون الولايات إلى الحكومة الفيدرالية.
كان واشنطن يأمل أن يكون روبرت موريس (تاجر مشهور في فيلاديلفيا يحمل لقب «ممول الثورة») وزير الخزانة، ولكنه رفض المنصب، وبدلًا من ذلك وقع الاختيار على ألكساندر هاميلتون، المساعد الشاب السابق للرئيس الذي أظهر دعمه لواشنطن وجاهر بمعارضته لجيفرسون، ثم أقنع هاميلتون الكونغرس بتمرير برنامج مالي واسع النطاق على نمط النظام القائم في إنجلترا منذ 100 سنة مضت. وقد أفضى البرنامج إلى تسديد ديون الثورة الأمريكية وإنشاء بنك وطني، وتأسيس نظام للجمارك والضرائب. أدت سياسات هاميلتون إلى ربط المصالح الاقتصادية للولايات والأمريكيين الأثرياء بنجاح الحكومة الوطنية إلى جانب تعزيز المكانة المالية البلد الجديد على مستوى دولي.
عارض معظم ممثلي الجنوب خطة هاميلتون لأنهم أصفحوا بالفعل عن ديونهم وبالتالي لم يحصلوا على مقابل كبير منها. ولكن السبب الحقيقي والأهم من ذلك هو العلامات التي تشير للفجوة الاقتصادية والثقافية بين الولايات الجنوبية والشمالية التي أدت إلى اشتعال النيران بعد سبعة عقود لاحقة؛ إذ قاومت الولايات الجنوبية، التي كان اقتصادها قائمًا على العبودية، فكرة الحكومة الفيدرالية المركزية وتبعيتهم لمصالح أعمال شمال الشرق. على رغم من ظهور معارضة بارزة في الكونغرس من جانب الجنوب وُضعت خطة هاميلتون تحت قيد التنفيذ في منتصف 1790. ومن ثم أُسس بنك الولايات المتحدة الأول في ذات العام رغم أن جيفرسون وحلفاءه احتجوا بأن هذا القرار غير دستوري، بينما أعلن هاميلتون أن هذا القرار يقع في حيز السلطة المُخولة للحكومة الفيدرالية. رُفضت مقترحات جيفرسون الأخرى مثل فرض جمارك إضافية لحماية الصناعات الأمريكية الناشئة.
بدأت ثورة الويسكي عام 1798 عندما احتج مستوطني وادي مونونغيلا على الضريبة الفيدرالية الجديدة المفروضة على الويسكي الذي كان يشحنه المستوطنين عبر الجبال لكسب المال. كان ذلك أول اختبار فعلي للحكومة الفيدرالية. أمر واشنطن المارشالات الفيدراليين بإصدار أوامر قضائية تُلزم المحتجين على الضرائب بالمثول أمام المحكمة الفيدرالية المتنقلة. بحلول أغسطس 1794 اقترب المحتجين من الوصول إلى حالة تمرد بدرجة خطيرة، وفي 7 أغسطس تجمع عدة آلاف من المستوطنين المسلحين بالقرب من بيتسبرغ، بنسلفانيا. وبناءً على ذلك لجأ واشنطن إلى قانون الميليشيات لعام 1792 لحشد الميليشيات من عدة ولايات متفرقة. تمكن واشنطن من حشد 13,000 رجل، وقادهم بنفسه إلى بنسلفانيا الغربية. وبعدها سقطت الثورة على الفور بدون أي حادثة عنف تُذكر.